# Compagnie des chemins économiques de l’Est égyptien
| Compagnie des chemins économiques de l’Est égyptien | Compagnie des chemins économiques de l’Est égyptien |
| --- | --------------------------------------------------- |
| Streckenverlaufskarte |                                                     |
| Streckenlänge: | 350 km                                              |
| Spurweite: | 1000 mm (Meterspur)                                 |
| |                                                     |
| Betriebsstellen und Strecken |                                                     |
| 100. DAMANHOUR — TOD — TEH-EL-BARUD - Damanhour - Haganaya - Hafez Pasha - Abu—Massoud - Atlamis - Messin - Manshiet el Shorafa - Ittehad → Kom Feryn (Zweigstrecke, evtl. nur Güterverkehr) - Ahmed Pasha Sadek - Delingat - Daoud - Abu-Samadi - Tod (Jonction Tod) - Riaz Pasha - Nagouri - Maania - Teh-el-Baroud (48 km von Damanhour) 101. TOD — DELINGAT - Tod (siehe 100) - Biban - Kom Hamada (Neutrassierung ab 1927) - Kherbeta - Dest - Haddein - Kafr-Ziada - Wafaleh (22 km von Tod) - Kobour-el-Omara - Derchai - Abou-Coucha - Delingat (siehe 100) 102. DAMNHOUR — KAFR-EL-DAWAR - Damanhour (siehe 100) - Shoka Road - Fadel Pasha - Ezbet Salama - Nédiba - Hefs - El Shousha - Kom-el-Akhdar - Momtaz - El Sharika - Hosh Issa - El-Riko - Ezbet-Neguilah - Nubar - El-Markeb - Abu-el-Matamir → Kom-Truca (Zweigstrecke, evtl. nur Güterverkehr, 7 km) - Ghandoura - Gheta - Kom-Abu-el-Eda - Gaara - Kom-el-Hanash - Masraf Nubarieh - Omadieh (Sidi Ghazi Behera) - Ezbet Dawar - Kom-el-Birka - Ezbet Rafia - Wastaniya - Kafr-el-Dawar abc (77 km von Damanhour) 103. DAMANHOUR — SHIBRIKHIT — TEH-EL-BARUD - Damanhour (siehe 100) - Shazli Pashasee - Kubri Flaga - Abu Rish - Karakis - Ebet-el-Wost - Ezbet Dorbok - Ezbet Salanikla - Shernoub - Masraf Emri - Lacanah - Abbas-Pasha - Ezbet-Beshara - Ezbet-el-Sherif - Ezbet-Youssef Bey - Shibrikhit (29 km von Damanhour) - Kafr Mustanad - Ouryin - Konaissa Behera - Kafr Askar - Saft-Khaled - Jonction Shandeed - Teh-el-Barud Ville (49 km von Damanhour) 104. SHIBRIKHIT — MINIET SALAMAH - Shibrikhit (siehe 103) - Jonction Shibrikhit - Mehallet-Bechr - Oum Hakeem - Miniet Salamah 105. TEL-EL-BARUD — KAFR AWANA - Tel-el-Barud Ville (siehe 103) - Jonction Shandeed (siehe 102) - Minieh - Kafr Awana (7 km von Tel-el-Barud Ville) 106. DAMANHOUR — EDFINA - Damanhour (siehe 100) - Kubri Flaga (siehe 103) - Flaga - Hassan Kheir - Zarqun - Moghazi Pasha - Zizinia - Kafr Rahmanieh - Mahmoudia (Atf) → Atf Kom (Zweigstrecke, 1 km) - Halk-el-Gamal - Deirut Behera - Miniet-e1-$ayed - Fazara - Edfina (34 km von Damanhour) 107. TANTA — SIDI SALEM - Tanta - Mehallet-Marhoum - Birmah - Kafr-el-Arab - Kafr-Suliman - Karanshou - Bassioun-Régulateur - Kafr-Abou-Hamar - Nigrit - Shin - Kafr—Mirazgha - Menshieh - Shenou - Defrieh - Sakha - Kafr-el-Sheikh - Kafr-el-Sheikh Market - Mehallet-el-Kassab - Heless - Ariamoun - Kafr Mufty El-Emden - Shalma - Manshiet Abbas - Teda Bahari - Kafr Mashargha - Sidi-Salem (76 km von Tanta) 108. BASSIOUN REGULATEUR — FUA - Bassioun Régulateur (siehe 107) - Bassioun - Goddaba - Salhagar - Kafr el-Dawar et Ganag - Miniet Ganag - Mehallet-Diai - Safia - Kafr Magar - Mehallet-Abu-Aly - Gamgamun - Kafr Ibrahim - Dessuk - Mehallet Malek - Salmia - Kabrit - Mit Ashraf - Alawi - Fua (47 km von Bassioun Régulateur) 109. MEHALLET MALEK — EL-ASIEFAR - Mehallet Malek (siehe 108) - Kafr-Sudan - Shabas-El-Malh - El-Mandura - El-Kassabi - Ezbet-Khamis - El-Asiefar 110. BIRMAH — KAFR-EL-ZAYAT - Birmah (Siehe 107) - Mit-Ebiar - Ebiar - Mustapha Cherif - Dalgamun - Kafr-el-Zaya (14 km von Birmah) 111. TANTA — BALTIM - Tanta (siehe 107) - Kuhafa - Siberbey - Mit-Sudan - Mehallet-Menouf - Boreig - Semella - Damat - Kutur - Kotour Ville - Beltag - Samatay - Mit-Sheikh - Chagaeyieh - Dar-el-Bakar - Dawaklieh - Mehalla-Kebir Ville - Mehalla-Kebir Jonction - Mehalla-Kebir Markaz - Mehalla-Kebir - Mehalla Kantara - Beteena - Kosarieh - Kafr Sarem - Mehallet Ziad - Banoub - Tira - Kafr-el-Agami - Biela - Hazek - Abu-Badawi - Zaafaran - Kafr-Sharki - Hamul Barari - El-Hagar - Abu-Sekkin - Ecluses de Brulos (Will's & Sons Halte) - Khashaa - Baltim (131 km von Tanta) 112. TIRA — TALKHA - Tira (siehe 111) - Derin - Nabaroh - Kafr Guenenah - Ezbet-Sursock - Talkha (16 km von Tira) 113. SAKHA — MEHALLA—KEBIR - Sakha (siehe 107) - Siufi Bey - Messir - Madhoul - Nimra-el-Bassal → Banawan (Zweigstrecke, 3 km) - Mohtamadia - Sandessis - Mehalla-Kebir Jonction (29 km von Sakha, siehe 111) 114. KAFR SAREM — BIRKET-EL-SAB - Kafr Sarem (siehe 111) - Samanud (E.S.R.) - Samanud Ville - Mit-el-Nassara - Abu-Sir Gharbia - Bana, Abu-Sir - Mit-Badr-Hallawa - Shoubra-el-Yaman - El-Agazieh - Sombat - Kafr-Hanout - Kafr El Nekib - Zifta-Barrage - Zifta - Kafr-Guineidi - Damanhour-el-Wahsh - Hanoun - Abu-Sab - Horein - Kafr Alim - Birket-el-Sab (58 km von Kafr Sarem) 115. BARRAGE — MANSURA - Barrage - Ezbet Messallem - El Monira (Zefeita Chalakan) - Shubra Shehab - Sidkieh (El-Elfieh) - Bareshoum - El-Amar - Imiay - Beltan - Mit Assem - Benha - Kafr Moes - Gamgara - Isneit - Kafr Shokr - Muhyi Bey - Tesfa - Saffein - Hala - Sahragt - Massara - Mit Naghi - Foum-el-Safouria - Foum-el-Bouhia - Bishla - Fisha - Tonamel - Shiwa - Sanayta Dakahlia - Dires - Aga - Nawasawel-Gheit - Salaka - Nekita - Sandoub - Mansura (107 km von Barrage) 116. BELTAN — KAFR-HAMZA - Beltan (siehe 1150) - Tukh - Tukh (Passage a niveau) - Moshtohor - Manzalah - El-Deir - Shebin-el-Kanater → Abu Zabal, Mounayer Quarries (Abzweig, evtl. nur Güter) - Sursok - Kafr-Hamza 117. SAHRAGT - ZAGAZIG - Sahragt (siehe 115) - Kafr-el-Shehid - Mit-Abu-Khaled - Miska - Bayoum Dakahlia Helmia - Nakhas - Kafr-el-Ashraf - Kanayat - Sheeba - Zagazig (34 km von Sahragt) 118. MIT-ABU-KHALED — BILBEIS — ABU-HAMMAD - Mit-Abu-Kha1ed (siehe 117) - Mit-Yahiche - Bogdadli Pasha - Marawan - Kafr-el-Gobah - Kafr-el-Gobbah - Abu Twala - El-Tallein - El—Malames - Minet-el-Gamh - Shalshalamon - Beni-Helal - Beni Saleh (Telbana) - Mit-Gaber - Shubra-el-Nakhla - Mohamed Pasha Hassan (Abdel—Mouneem) - El—Gosak - Bilbeis (station) - Bilbeis (Ville) (46 km von Mit-Abu-Kha1ed) - Kafr Ayoub - El-Zaoura - Kafr-el-Ayad - El-Seneka - Abu-Hammad (siehe 119) 118A. EL-ZAOURA — BURDEIN - El—Zaoura Kafr Abazah Burdein (siehe 118) - Kafr Abazah - Burdein 119. MIT-GHAMR — ABU-HAMNAD - Mit-Ghamr - Foum-el-Safouria - Santimay - Oleila - Shoubransour - El Lebba - El Hawaber - El Farasha - Diarb Nigm - Shobak - Mebacher Sharkia - Ibrahamia Sharkia - Kofour-Nigm - Hurbeit - Abu-Kebir - Tukh-el-Caramous - Menesterly Pasha (El-Salamon) - El-Guebéla - El-Nazla - Abu-Hammad (67 km von Mit-Ghamr) 120. IBRAHAMIA SHARKIA — HEHIA - Ibrahamia Sharkia (siehe 119) - Halawat - Hehia (7 km von Ibrahamia Sharkia) 121. MIT-GHAMR — SIMBELLAWIN - Mit-Ghamr (siehe 119) - Foum-el-Safouria (siehe 115) - Foum-el-Bouhia (siehe 115) - Mit-Mohsen - Simbo Makam - El-Bouha - Sanafa - Barhamtouche - Kafr Shalla - Kafr Tamboul - Tukh-el-Aklam - Simbellawin (37 km von Mit-Ghamr, siehe 122) 122. MIT-SAMANUD — ZAGAZIG - Mit-Samanud - Aga (siehe 115) - Borg-el-Nour - Shoubrahour Dakahlia - Noury Pacha - Simbellawin - Gobran - Sheikh-el-Kasmy - Debig - Barakim - Kafr-Abdala - Diarb Nigm - Saft - Equa - Farcis - Bahnabai - Kanayat (siehe 117) - Zagazig (60 km von Mit-Samanud, siehe 117) |                                                     |

Die Compagnie des chemins économiques de l’Est égyptien (etwa ostägyptische Wirtschaftsbahngesellschaft) baute und betrieb ein 350 km langes Netz von zehn Schmalspurbahnstrecken mit einer Spurweite von 1000 mm um Damanhour und Tanta in Ägypten.:§ 51

## Geschichte
Die Compagnie des chemins économiques de l’Est égyptien wurde am 19. Mai 1897 durch den belgischen Baron Édouard Empain (* 1852; † 1929) als Aktiengesellschaft gegründet. :§ 34 An der Gründung war auch die französische Geschäftsbank Paribas beteiligt. Obwohl sie nicht zu den eigentlichen Gründern gehörte, ersetzte sie eine Gruppe von deutschen Investoren, die sich bei anderen Bahngesellschaften mit drei lokalen Banken verbunden hatten. Die Konzession wurde an die Banken Suarès, Menasce, Cattaui und Pelizaeus gewährt. Sie teilten das voll eingezahlte Kapital von 200.000 Pfund (5.040.000 Franc) in folgenden Anteilen: 55, 20, 15 und 10 %.:§ 50
Der ägyptische Staat gewährte die Konzession für 70 Jahre, woraufhin er am Ende der Laufzeit ohne Entschädigung Eigentümer werden sollte. Er garantierte den Investoren ein Nettojahreseinkommen von 900 F/km; die Hälfte der Bruttoeinnahmen über 5.625 F pro Jahr und Kilometer sollte der Regierung gehören. Die Bank Paribas zeichnete für ein Viertel des Kapitals, das unter den Gründern proportional verteilt wurde, und wählte ein Vorstandsmitglied. :§ 51
Die Gesellschaft emittierte bei der Gründung 12.500 Aktien zu jeweils 3,5 % des Gesamtvermögens, d. h. jeweils 20 GBP (504 F) rückzahlbar in 70 Jahren. Die Bank Paribas kaufte Anteile im Wert von 446,25 F und verkaufte sie zum selben Preis an die Öffentlichkeit unter Einbehaltung eines Provisionsanteils von 4 %. Die Aktien und Anleihen waren zur amtlichen Notierung zugelassen. Aus politischer Sicht waren die Titel eine der besten Konzessionen Unterägyptens und förderten die französische Einflussnahme auf Ägypten. Die jährlich von der Regierung garantierten Nettoeinnahmen in Höhe von 315.000 F für die 350 km versprachen im Vergleich zum Gesamtwert der Aktien von 242.304 F eine komfortable Gewinnspanne. :§ 52 Die Investition übertraf die optimistischsten Prognosen der Gründer, was im März 1900 eine Kapitalerhöhung auf 8.125.000 F rechtfertigte. Die neuen Aktien zu 100 F wurden für 106,25 F ausgegeben, was 3.320.300 F ergab. Ein Viertel der ersten und zweiten Tranche der Aktien, und alle Anleihen wurden in Frankreich für insgesamt 7.674.141 F verkauft. :§ 53
Im April 1900 wurde die Gesellschaft durch den Austausch von Aktien mit der Egyptian Delta Light Railways Company vereinigt. Paribas stieg aus dieser Bahn aus und hatte keine Verbindung mit den Egyptian Delta Light Railways. :§ 54

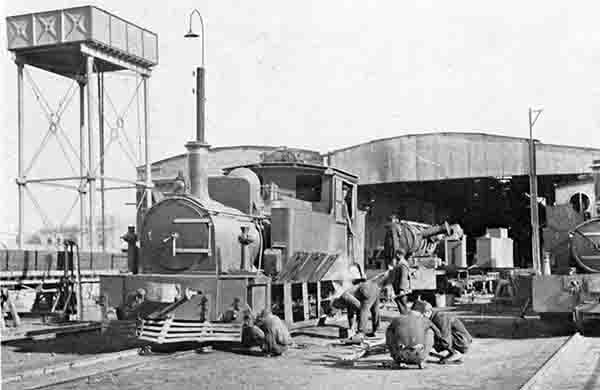
Bagnall 4-4-0T Nr. 8 im Bahnbetriebswerk von Tanta
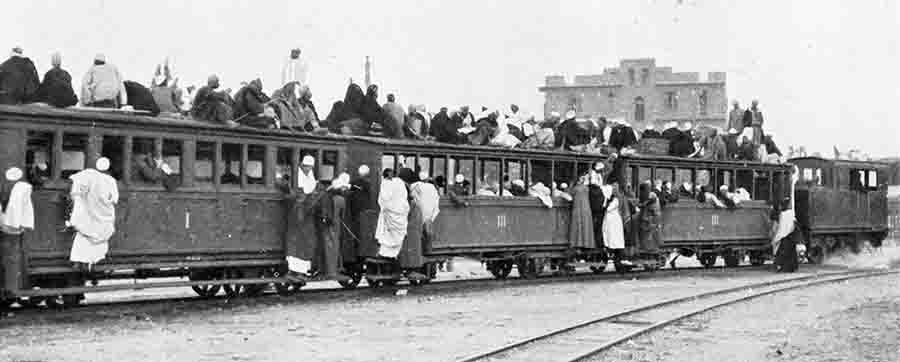
Eine Sentinel 0-4-0T Lokomotive verlässt Damanhour
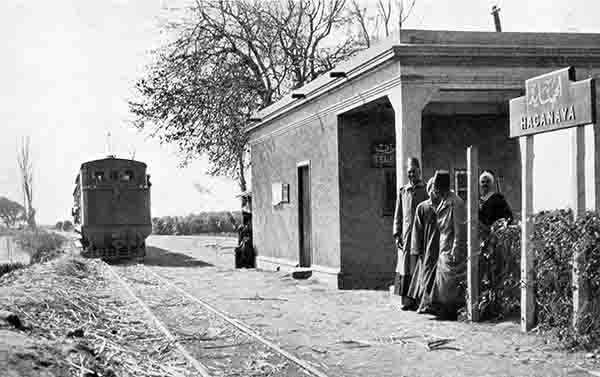
Eine 0-4-0T Lokomotive fährt in den Bahnhof Haganaya zwischen Damanhour und Yahoudia ein
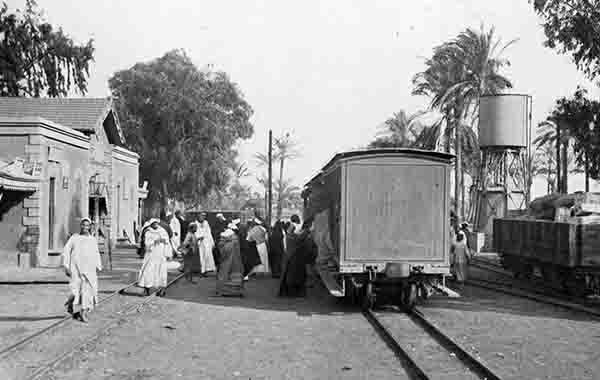
Bahnhof Mit-Abu-Khaled zwischen Sahragt und Zagazig